# Metzels
Metzels är en ortsteil i staden Wasungen i Landkreis Schmalkalden-Meiningen i förbundslandet Thüringen i Tyskland. Metzels var en kommun fram till 1 januari 2019 när den uppgick i Wasungen. Kommunen Metzels hade 654 invånare 2018.